# Адык
Адык (калм. Адыг) — посёлок (сельского типа) в Черноземельском районе Калмыкии, административный центр Адыковского сельского муниципального образования. Расположен на Прикаспийской низменности в 62 км к северо-востоку от районного центра посёлка Комсомольский.
Население — 733 чел. (2013).
Основан в 1921 году.

## Этимология
Слово калм. адыг многозначно, однако в данном случае наиболее вероятным является значение "устье (реки)", отражающее расположение населённого пункта близ устья сезонного водотока балки Хар-Заухан.

## История
Основан в 1921 году. В том же году здесь открылись курсы ликбеза. Впервые урочище Адык упомянуто в Списке населённых мест Астраханской губернии за 1859 год как место кочевья Ярпчин-Эристенева рода Икицохуровского улуса. В 1859 году в урочище насчитывалось 125 кибиток с население 500 человек.
В 1926 году на средства местного скотопромышленника Талт Леджинова была построена начальная школа. В том же году был открыт фельдшерский пункт, на базе которого в 1931 году была организована больница.
В 1929 году было организовано два товарищества «Улан Церег» и «Улан Одн». Впоследствии товарищество «Улан Церг» было реорганизовано в сельхозартель.
28 декабря 1943 года население посёлка было депортировано по национальному признаку - калмыки. Указом Президиума ВС СССР от 27.12.1943 года «О ликвидации Калмыцкой АССР и образовании Астраханской области в составе РСФСР», как и другие населённые пункты Черноземельского улуса Калмыкии посёлок был включён в состав Астраханской области (с 1952 года в составе Ставропольского края). В 1950-х здесь действовала совхоз "Адыковский". В 1955 году на территории Адыковского сельского Совета была организована Прудовская МЖС Ставропольского края
В 1956 году в посёлок начали возвращаться калмыки. В 1957 году на основании Указа Президиума ВС СССР «Об образовании Калмыцкой автономной области в составе РСФСР» посёлок был возвращён в состав Калмыкии. В 1972 году на Прудовской МЖС был организован совхоз «Первомайский». Впоследствии совхоз был преобразован в СПК «Первомайский».
В 1977 году открыто типовое здание школы.

## Физико-географическая характеристика
Посёлок расположен на северо-западе Черноземельского района, в пределах Чёрных земель, являющихся частью Прикаспийской низменности. Посёлок расположен ниже уровня мирового океана. Средняя высота — 13 м ниже уровня моря. Рельеф местности равнинный. К западу и юго-западу от посёлка расположены безымянные водоёмы, возникшие в результате работы Черноземельской оросительно-обводнительной системы.
По автомобильной дороге расстояние до столицы Калмыкии города Элиста составляет 150 км, до районного центра посёлка Комсомольский - 62 км. Вдоль северо-восточной окраины посёлка проходит региональная автодорога Яшкуль - Комсомольский - Артезиан.
Тип климата - семиаридный (BSk - согласно классификации климатов Кёппена). Среднегодовая температура воздуха - 10,3 °C, количество осадков - 260 мм.

## Население
В конце 1980-х в посёлке проживало около 780 человек.
| 2002 | 2010 | 2013 |
| ---- | ---- | ---- |
| 672  | ↗759 | ↘733 |

Национальный состав
Согласно результатам переписи 2002 года большинство населения посёлка составляли калмыки (81 %)

## Экономика
Селообразующим является СПК «Племзавод „Первомайский“», имеющий многочисленные награды всероссийских выставок племенного скота и Российской агропромышленной выставки «Золотая осень». В 2003 году СПК «Первомайский» присвоили статус племенного завода по разведению овец грозненской породы. По данным на лето 2019 года, здесь содержалось 53 000 овец, 4000 голов КРС и 160 лошадей. Хозяйство занимается и кормопроизводством, имеет собственную бойню, консервный и пельменный цеха.

## Социальная сфера
В посёлке функционируют средняя школа им. Г. Б. Мергульчиева, детский сад, дом культуры. Построен новый физкультурно-оздоровительный комплекс. В поселке своя мельница, пекарня, макаронная фабрика, очиститель воды и свои бахчевые огороды. Для молодых семей совхоз строит новые современные дома. В поселке проживают люди разных национальностей и вероисповеданий. Сюда приезжают жить люди с разных уголков Республики Калмыкии и РФ.

## Достопримечательности
Адыковский хурул. Небольшое трехъярусное здание

## Улицы
В посёлке 11 улиц: Мира, Московская, Новая, Октябрьская, Первомайская, Пионерская, Победы, Радужная, Советская, Совхозная, Школьная